# Célula de Ito
As células estreladas hepáticas (HSCs), também anteriormente designadas células de Ito ou células perissinusoidais, são células do fígado presentes no espaço de Disse e cuja principal função é o armazenamento de Vitamina A sob a forma de ésteres de retinol.
As HSCs são a principal fonte de componentes de matriz extracelular em doenças crônicas do fígado e por esta razão exercem um papel fundamental no desenvolvimento e na manutenção da fibrose hepática . Na inflamação crónica ou na cirrose, por exemplo, as HSCs perdem a capacidade de armazenar vitamina A e diferenciam-se em células com características dos miofibroblastos. Como sintetizam e depositam colagénio tipo I e III ocorre um processo denominado fibrose hepática.